# Горно-долинные ветры

Схема горно-долинных ветров

Го́рно-доли́нные ветры́ – ветра с суточной периодичностью, схожие с бризами, что наблюдаются в горных системах.

## Описание
Практически сухопутный бриз. Днём долинный ветер дует из горла долины вверх по долине, а также вверх по горным склонам. Ночью горный ветер дует вниз по долине, в сторону равнины.
Горно-долинные ветры хорошо выражены во многих долинах и котловинах Альп, Кавказа, Памира и в горах, главным образом в тёплое полугодие. Эти ветры являются одной из особенностей горного климата. Вертикальная мощность их значительна и измеряется километрами: ветры заполняют всё поперечное сечение долины, вплоть до гребней её боковых хребтов. Как правило, они не сильны, но иногда достигают 10 м/сек и более.
Можно различать, по крайней мере, две независимо действующие причины возникновения горно-долинных ветров. Одна из этих причин создаёт дневной подъём или ночное опускание воздуха по горным склонам – ветры склонов. Другая – создаёт общий перенос воздуха вверх по долине днём и вниз ночью – горно-долинные ветры в узком смысле слова.

### Циркуляция
Днём склон прогревается, образовавшийся слой теплого воздуха поднимается вверх, образуется восходящий анабатический ветер.
Ночью склоны охлаждаются сильнее, чем окружающий воздух, xолодный воздух стекает с высоких мест в долину, создавая катабатический ветер.
При подъёме по склону воздух адиабатически охлаждается и, если его температура понижается до точки росы, образуется конденсат. С моря это будет выглядеть как облако, а для жителей склонов это туман. Орографические туманы связаны с горно-долинными ветрами.
На гористых побережьях горно-долинная циркуляция сливается с бризовой циркуляцией, взаимно усиливая друг друга.